# ماكس وايتهيد
ماكس وايتهيد (بالإنجليزية: Max Whitehead)‏ هو لاعب دوري الرغبي وعارض أسترالي، ولد في 2 أغسطس 1922 في Riverstone, New South Wales ‏ في أستراليا، وتوفي في 26 مارس 2010.